# Virus della stomatite vescicolare
I virus della stomatite vescicolare (in lingua inglese: Vesicular stomatitis viruses, VSV) sono tre specie di virus (Alagoas vesiculovirus, Indiana vesiculovirus, New Jersey vesiculovirus) a singolo filamento negativo di RNA, appartenenti al genere Vesiculovirus, famiglia Rhabdoviridae, ordine Mononegavirales.
Si tratta di virus in grado di infettare vertebrati (equidi, bovini e in minor misura suini) e insetti (generi Phlebotomus e Aedes). Pur essendo l'agente eziologico della stomatite vescicolare, una malattia infettiva che in alcune regioni delle Americhe colpisce il bestiame con possibili perdite economiche e qualche rischio anche per l'uomo, e pur appartenendo alla stessa famiglia alla quale appartiene il temibile virus della rabbia, il VSV è un virus relativamente innocuo. È utilizzato comunemente in laboratorio per studiare l'evoluzione virale in generale e le proprietà dei Rhabdoviridae e dei Mononegavirales in particolare; sono inoltre in corso esperimenti sul suo utilizzo nella preparazione di vaccini o nella terapia oncologica.

## Caratteristiche virali

### Morfologia
Al microscopio elettronico il virione ha la forma di un proiettile, con una lunghezza di 175 nm e diametro di 70 nm circa nella parte cilindrica. Il VSV possiede un nucleocapside a simmetria elicoidale ed è avvolto da una membrana lipoproteica, originata dalla membrana cellulare, provvista di prolungamenti glicoproteici lunghi circa 10 nm.

### Proprietà fisico-chimiche

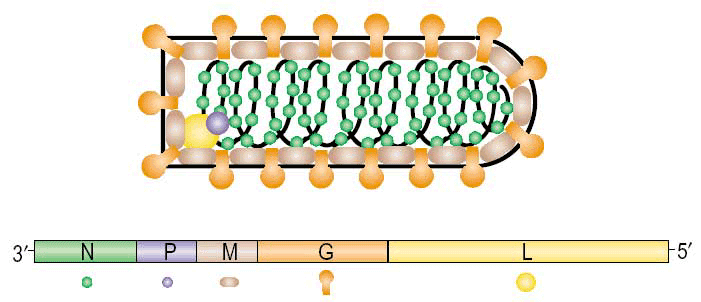
Genoma del Virus della stomatite vescicolare e struttura della particella virale

Il virus della stomatite vescicolare possiede un genoma di RNA a filamento singolo negativo di circa 11000 coppie di basi. L'informazione genetica codifica per cinque geni i quali permettono la sintesi di cinque proteine: 
- la nucleoproteina N dei capsomeri che rivestono l'RNA virale,
- la proteina fosforilata P, piccola componente della polimerasi;
- la proteina di matrice M, che controlla sia la replicazione del virus nella cellula ospite sia il montaggio dei nucleocapsdidi;
- la glicoproteina G, inserita nella membrana virale originata dalla membrana della cellula infetta, in grado di riconoscere gli specifici recettori cellulari che permettono l'ingresso del virus nella cellula
- la proteina di grandi dimensioni L, componente principale della polimerasi.

L'ordine dei geni è: 3'-N-P-M-G-L-5' (vedi Figura): la trascrizione procede dall'estremità 3' all'estremità 5' del genoma, iniziando col gene N.

### Proprietà biologiche
Gli studi in vitro hanno permesso di chiarire le modalità dell'accrescimento del virus nella cellula infettata. Poiché l'RNA negativo non può funzionare da RNA messaggero, i virus con RNA a filamento negativo possiedono nei loro capsidi un enzima virale, una RNA polimerasi RNA-dipendente, codificata nei Mononegavirales nel gene L, che catalizza la produzione di una molecola di RNA complementare positiva la quale agirà da RNA messaggero per la sintesi delle proteine virali. Un ruolo cruciale nelle fasi precoci dell'infezione virale viene svolto dalla proteina di matrice la quale regola in parte la trascrizione dei geni del VSV, provoca una rapida distruzione delle strutture della cellula ospite depolimerizzandone il citoscheletro e controlla la risposta immunitaria della cellula ospite bloccando la proteina cellulare Nup98 con conseguente blocco dell'azione dell'interferone.

## Sperimentazione in Medicina

### Vettore di vaccini
Ceppi vivi attenuati di VSV potrebbero essere usati come vettori di antigeni di virus pericolosi, entrando a far parte in tal modo di vaccini da somministrare attraverso la mucosa nasale, senza bisogno quindi di somministrazione per via parenterale. La diffusione del virus in ristrette zone geografiche delle Americhe fa sì che difficilmente il soggetto da vaccinare sia già entrato in contatto con gli antigeni del VSV. Inoltre, l'RNA genomico negativo del VSV non ne permette la combinazione con virus il cui genoma sia costituito da DNA o da RNA positivo.

### Virus oncolitico
Il Virus della stomatite vescicolare può uccidere le cellule tumorali che ne siano state infettate. Nella terapia oncologica sperimentale si utilizza in particolare un ceppo di VSV attenuato con una mutazione nella proteina M. I risultati delle sperimentazioni hanno dimostrato una riduzione delle dimensioni del tumore e della diffusione tumorale in casi di melanoma, di cancro del polmone, di tumore del colon e di alcuni tumori cerebrali.